# Canada Creek Ranch
Canada Creek Ranch é uma Região censo-designada localizada no estado americano de Michigan, no Condado de Montmorency.

## Demografia
Segundo o censo americano de 2000, a sua população era de 405 habitantes.

## Geografia
De acordo com o United States Census Bureau tem uma área de
21,4 km², dos quais 20,2 km² cobertos por terra e 1,2 km² cobertos por água.

## Localidades na vizinhança
O diagrama seguinte representa as localidades num raio de 36 km ao redor de Canada Creek Ranch.